# Cut (filme)
Cut (br: Cut - Cenas de Horror; pt: Cut - História de Terror) é um filme australiano lançado em 2000, do gênero slasher, dirigido por Kimble Rendall e estrelado por Molly Ringwald e Kylie Minogue.

## Sinopse
Grupo de atores tenta terminar a filmagem de um filme que tem pela história a morte de atores que tentaram filma-lo anteriormente.

## Elenco
- Molly Ringwald .... Vanessa Turnbill / Chloe
- Frank Roberts ....  Brad / Scarman
- Kylie Minogue ....  Hilary Jacobs
- Geoff Revell ....  Lossman
- Simon Bossell ....  Bobby Doog
- Jessica Napier ....  Raffy Carruthers
- Stephen Curry ....  Rick Stephens
- Sarah Kants ....  Hester Ryan
- Steve Greig ....  Jim Pilonski
- Sam Lewis ....  Damien Ogle
- Matt Russell ....  Paulie Morrelli
- Erika Walters ....  Cassie Woolf